# Financement monétaire
Le financement monétaire (parfois appelé monétisation des dettes ou péjorativement la « planche à billets ») est une pratique consistant pour une banque centrale à financer directement le budget de l'État. Dans la pratique, le financement monétaire s'effectue par l'achat de bons du trésor ou titres de dette publique, sur le marché primaire par la banque centrale, ou par l'octroi d'une ligne de crédit par la banque centrale au gouvernement.
Bien que le financement monétaire permette en théorie de diminuer le coût des dépenses publiques, cette pratique est formellement interdite ou rarement pratiquée, en raison du risque d'hyperinflation.

## Histoire

### Du XIXe siècle à 1939
L'origine du financement monétaire est difficile à définir.
Lors de la première guerre mondiale, les déficits budgétaires cumulés engendrèrent une dette publique qui fut multipliée par 30 en Allemagne, par 25 aux États-Unis, par 12 en Grande-Bretagne et par 6 en France. Les différents États utiliseront pour y faire face la création monétaire et l'emprunt national et l'emprunt international.
Le Japon, qui avait interdit le financement monétaire à la Banque du Japon en 1883, l'autorise à nouveau en 1932. Le programme monte en puissance progressivement et aboutit à l'augmentation forte des taux d'inflation, la baisse du pouvoir d'achat, et la chute de la valeur de yen face au dollar. Le financement monétaire est à nouveau interdit par le plan Dodge. Pour se prémunir contre l'inflation les États-Unis interdisent le financement monétaire direct en 1935 via le Banking Act ; la Réserve fédérale des États-Unis n'a dès lors le droit de monétiser la dette qu'indirectement, c'est-à-dire en passant par des opérations d'open market ou du quantitative easing.

### De la Seconde guerre mondiale aux années 1990
La France la pratique avec prudence la monétisation de la dette durant la Seconde Guerre mondiale, au prix de niveaux d'inflation très élevés. Au sortir de la guerre, la dette publique chuta de 250% du PIB en 1944 à 30% en 1950, sans que le budget de l'état ne connaisse un seul excédent. En effet, en raison de l'inflation établie entre 1944 et 1948 par une monétisation des dettes, les prix ont été multipliés par vingt, réduisant de 95% la valeur réelle des dettes.
Les exigences de maîtrise de l'inflation et de maintien du pouvoir d'achat à partir des années 1960 conduit l'exécutif français à réduire son recours au financement monétaire. Lorsqu'il est aboli en 1993, le montant des avances de la Banque de France représentait 3 % de la dette publique.
Certains pays, comme le Zaïre, optent pour un financement monétaire de leurs déficits dans les années 1980, et connaissent des phases de forte inflation. Il en va de même pour l'Union des républiques socialistes soviétiques lorsqu'elle ne peut avoir accès aux marchés de capitaux. Afin de faire baisser son inflation durant ses dernières années, elle substitue au financement monétaire de ses déficits l'émission de GKO, des obligations publiques.

### Depuis les années 1990
Afin d'éviter tout dérapage, qui aurait des conséquences en chaîne sur les autres pays, le financement monétaire direct est interdit en zone euro par l'article 123 du Traité de Lisbonne (ex article 104 du Traité de Maastricht). La Banque centrale européenne peut toutefois se porter acquéreur de titres de dette publique de façon indirecte, à savoir sur les marchés financiers secondaires, comme elle le fait entre 2015 et 2022 dans le cadre de l'assouplissement quantitatif. L'augmentation massive des dettes publiques dans les années 2010 et 2020 conduisent à faire revenir la question du financement monétaire dans le débat public.
La dette publique française est passée de 2 000 à plus de 3 000 milliards d'euros entre fin 2014 et début 2023, et représente 110% du PIB. Depuis 2015, la Banque centrale européenne a acheté pour 800 milliards d'euros de cette dette sur le marché secondaire par l'intermédiaire de la banque de France avec de la monnaie créée ex nihilo.
La Banque centrale européenne a amplifié son programme d'assouplissement quantiratif pour l'Union Européenne durant la crise économique liée à la pandémie de Covid-19 débutant en 2020

## Concept

### Fonctionnement
Le financement monétaire fait croître, par l'action de la banque centrale, la masse monétaire de la zone monétaire. Cela génère une hausse des prix. Le financement monétaire est ainsi considéré comme une forme de taxe sur les détenteurs de titres, car leur valeur réelle diminue au fur et à mesure que le niveau des prix augmente.

### Typologie
Le financement monétaire peut prendre différentes formes, selon les modalités d'interventions exactes de la banque centrale, et de son intention. Il existe ainsi une certaine zone grise entre certaines formes de financement monétaire. Il faut donc distinguer plusieurs cas de figure.
|                              | Direct | Indirect ou ex-post                                                                                          |
| ---------------------------- | --- | --- |
| Non-remboursable (permanent) | Financement monétaire direct sans contrepartie au bilan de la banque centrale.                                           | Conversion de dettes publiques détenues par la banque centrale en dette perpétuelles, ou annulation ex post. |
| Remboursable (ou réversible) | Achat de dettes par la banque centrale sur le marché primaire Lignes de crédit ou avances de la banque centrale à l'État | Rachat de dettes par la banque centrale sur le marché secondaire (assouplissement quantitatif)               |

#### Formes directes de financement monétaire
Dans sa forme la plus courante et directe, le financement monétaire prend la forme de prêts à taux zero à l'État. Cette pratique ne doit toutefois pas être confondue avec les avances qu'une banque centrale peut accorder à court terme à un pays : la Banque d'Angleterre a par exemple eu recours à une augmentation de ses avances de court terme au gouvernement britannique de manière temporaire dans le cadre de la gestion de la Crise économique liée à la pandémie de Covid-19,. Cela n'est toutefois pas un financement monétaire.
Une seconde forme de financement monétaire direct est l'achat de titres de dettes publique à l'émission (c'est-à-dire sur le marché primaire). Dans ce cas, la banque centrale peut en théorie revendre les bons du trésor acquis.
Ces différentes formes de financement monétaires étaient pratiquées pendant la première et deuxième guerre mondiale par la Banque de France, et pendant les Trente Glorieuses par le Canada.

#### Formes indirectes de financement monétaire
L'assouplissement quantitatif tel que pratiqué par les grandes banques centrales (y compris la BCE) n'est pas une forme stricte de financement monétaire, car ces politiques s'effectuent de façon indirecte (sur le marché secondaire), et que ces opérations sont réversibles (la BCE peut revendre les obligations au secteur privé). De plus l'intentionnalité de la banque centrale est différente : les programmes d'achats de titres de dette publiques ne sont pas justifiés pour financer les gouvernements, mais pour pousser les taux long à la baisse de façon à stimuler la création monétaire par le crédit bancaire. L'augmentation du déficit de l'État que ces politiques permettent sont présentés comme étant des effets secondaires non-intentionnels. Cette pratique est conforme aux traités européens, la Cour de justice de l'Union européenne ayant jugé que le programme ne violait pas l'interdiction de financement monétaire tel que fixé dans le Traité sur le fonctionnement de l'Union européenne,.
Pourtant on peut estimer que l'effet économique est semblable voire équivalent à un financement monétaire. En effet, dans la mesure où le QE de la BCE réduit effectivement le cout de l'endettement des pays de la zone euro par la baisse des taux de marché qu'elle provoque, et que les banques centrales nationales aux états les profits effectués sur ces obligations de dettes publiques, l'avantage procuré par la politique de QE est significatif pour les gouvernements. Certains observateurs estiment ainsi que la distinction entre QE et financement monétaire relève de l'hypocrisie.
De plus, le quantitative easing pourrait devenir une monétisation ex-post des dettes dans le cas où les titres de dettes possédées par la banque centrales venaient à être annulés ou convertis en dettes perpétuelles, comme cela est parfois proposé. Selon la BCE, une annulation de dette ex-post des titres de dette publique détenus dans le cadre du QE constituerait clairement une situation illégale de financement monétaire.

## Conséquences et débats

### Excès d'inflation
Les effets supposés du financement monétaire font l'objet de débat au sein de la communauté des économistes,. Selon la théorie monétariste, notamment, toute augmentation de la masse monétaire disponible dans l'économie provoque immanquablement un excès d'inflation. C'est la justification de l'interdiction du financement monétaire.
En théorie, l'effet positif du financement monétaire est de réduire le coût de financement des dépenses publiques de l'État, qui peut se financer auprès de la banque centrale à des conditions préférentielles, peut-être moins onéreuses que les conditions proposées par les marchés financiers. Ainsi l'État peut bénéficier du pouvoir de création monétaire de la banque centrale.
En pratique, il existe des épisodes historiques, notamment en France et au Canada, pendant lesquelles la pratique courante du financement monétaire n'a pas provoqué une inflation significative. Par ailleurs une étude de 56 épisodes d'hyperinflation dans le monde tend à montrer que les causes d'hyperinflation sont souvent multi-factorielles, le rôle de la banque centrale souvent secondaire vis à vis de décision politiques ou de facteurs géopolitiques.

### Stimulation ou déstabilisation
Cet outil économique peut contribuer à stimuler l'économie, mais peut également la déstabiliser durablement. Les États ont fréquemment abusé de la création monétaire, par exemple pour financer des guerres coûteuses[réf. souhaitée].
Le financement monétaire peut agir de façon néfaste sur la confiance des investisseurs, ce qui peut se traduire par une inflation et un retournement des conditions d'émission de la dette sur les marchés.

### Influence sur la valeur de la monnaie
Le canal du marché des changes est susceptible de dégrader la position du pays qui monétiserait ses déficits du fait d'une surabondance de la monnaie sur les marchés. Cela a notamment plombé les économies d'Afrique subsaharienne qui ont monétisé leur dette.